# 栄光堂ホールディングス
栄光堂ホールディングス株式会社（えいこうどうホールディングス）は、岐阜県大垣市にある菓子全般を扱う会社。「ゼリコ（Zelico）」ブランドで知られる。

## 概要
2023年現在、主要子会社として、アミューズメント卸事業（AM事業）を手掛ける栄光堂AM、菓子製造事業を手掛ける栄光堂ファクトリー、食品等の製造企画卸売及び海外の貿易事業を手掛ける栄光堂商事、和菓子製造を手掛ける千秋庵総本家、和菓子製造を手掛ける松月堂、ベトナムでの菓子製造事業を手掛けるEIKODO VIETNAM、を傘下に抱える。
2023年までの旧社名は鈴木栄光堂。近年まではアミューズメント卸事業（AM事業）を主に手掛ける小規模な会社で、アミューズメント施設に設置してあるプライズ機の中でしか製品を見かけることはなかったが、2008年に5代目社長となった鈴木家10代目の鈴木伝が積極的なM&Aを展開し、鈴木伝が入社した2002年当時は5人だった社員を、2019年時点でグループ全体で300人にまで急拡大。
アミューズメント卸事業（AM事業）については、テーマパークやアミューズメント施設向けの景品菓子の最大手で、クレーンゲームなどのプライズ機内に置かれる菓子の企画・販売を行なっている。日本アミューズメント産業協会の正会員であり、アミューズメント関連のイベントにも出店している。
AM事業は他社製品の取扱いがメインであり、巨大なパッケージのチロルチョコなど他の大手製菓会社などから商品を仕入れ、プライズ機用の景品として企画・パッケージングし、アミューズメント施設に卸している。
一般流通の菓子の製造販売事業については、アメやチョコなど様々な製品を製造販売しており、ECサイトによるネット販売も行っている。また、他社向けのOEMや販促・プロモーション用のノベルティ菓子の製造も行っている。
海外展開を積極的に行っており、ベトナムと中国上海に支社を持つ。また、「Zelico」ブランドでアジアを中心に海外に日本の菓子を輸出している。
FC岐阜のスポンサーをしている。

## 沿革
1877年創業。鈴木家2代目の鈴木伝七（初代社長）が1912年よりゼリーの製造を開始し、1933年に株式会社化。1935年より「ゼリコ飴」（ゼリコ キヤンデイ）の製造を開始。
昭和時代中期から平成時代初期にかけては、駄菓子屋などに置かれていた「駄菓子屋ゲーム」「10円ゲーム」などと呼ばれる低額プライズ機や、縁日などに出店されたスマートボールや射的の景品として展開された「ゼリコ」ブランドの菓子で有名で、10円ゲームでは「グリコ」などを景品に用いると赤字になるため、もっぱら「ゼリコ」が用いられた。そのため「グリコのパチモン」と誤解されがちだが、「グリコ」の発売が1919年であるため、1912年発売の「ゼリコ」の方が先である。ただし「ゼリコ」ブランドがいつから用いられているのかは不明。
2008年にイーグル製菓を買収。「鈴木栄光堂」と「イーグル製菓」の2ブランド体制となり、「鈴木栄光堂」の名義では安価な菓子をダイソー等の100円ショップに卸し、「イーグル製菓」の名義ではギフト用の高級菓子を展開していたが、2013年にイーグル製菓の名義で発売した割れチョコの「ひとりじめスイーツ」シリーズがヒットし、現在は「鈴木栄光堂」の名義でコンビニやスーパーなどにも展開するようになっている。
2017年9月27日には1860年に創業した北海道函館市にある菓子店の千秋庵総本家を買収した。
2020年12月には神奈川県横須賀市の冷凍ケーキの販売を主に行っているファミール製菓を買収した。
2022年8月に和菓子製造販売の起き上り本舗(岐阜市柳瀬通)から、地元銘菓の「起き上り最中」の商標権と製造設備を譲り受けた。また同年10月に製造を開始、大垣市内の奥の細道むすびの地記念館ならびに小売店への卸販売、オンラインショップにて販売を開始。
2022年8月、中津川銘菓「栗きんとん」で知られる御栗菓子 松月堂を買収。
2023年4月1日に完全子会社の「栄光堂AM」「栄光堂ファクトリー」「栄光堂商事」の3つを設立し、事業の更なる発展を目的として従来の鈴木栄光堂の事業を分割継承。同時にグループ全体を統括する会社の商号を「栄光堂ホールディングス株式会社」と改めた
2024年3月20日に大垣市船町にカフェ・和菓子屋を含む総合施設「船町ベース」をオープン。施設内で金蝶堂総本店から引き継いだ金蝶まんじゅうなどの販売を開始。

## 主な製品
- 「ゼリコ」 - 昭和時代に駄菓子屋向けの低額のキャンディー・ゼリーなどで使われていたブランド。特に「おまけつきゼリコ」が「鈴木ゼリコ株式会社」の名義で昭和時代の10円ゲーム機の景品として提供されていたことで有名で、当時の旧パッケージが平成時代に復刻販売されている。「おまけつきゼリコ」の定価は当時は10円だったが、2019年現在販売中の復刻版は60円程度で販売されている。
- 「ひとりじめスイーツ」 - 蜜漬けのアップルをチョコレートでコーティングしたアップルチョコをメインに、ブランデー「V.S.O.P」を使用した製品も取り扱っている。